# Championnat de Couronne de Bohême de hockey sur glace
Le Championnat de Couronne de Bohême est le nom du premier championnat de hockey sur glace se déroulant dans l'actuelle République tchèque. Cette compétition a été créée alors que la Bohême faisait encore partie de l'Empire austro-hongrois.

## Palmarès
- 1909 - Slavia Prague
- 1911 - Slavia Prague
- 1912 - Slavia Prague